# Psychotria casiquiaria
Psychotria casiquiaria là một loài thực vật có hoa trong họ Thiến thảo. Loài này được Müll.Arg. miêu tả khoa học đầu tiên năm 1881.